# Stade olympique d'Amsterdam
Le stade olympique d'Amsterdam (en néerlandais : Olympisch Stadion Amsterdam) est un stade olympique d'Amsterdam construit par l'architecte Jan Wils à l'occasion des Jeux olympiques de 1928.

## Histoire
Il avait une capacité de 34 000 places lors de son inauguration, mais celle-ci fut portée à 64 000 places en 1937 grâce à l'ajout d'un second étage de tribunes.

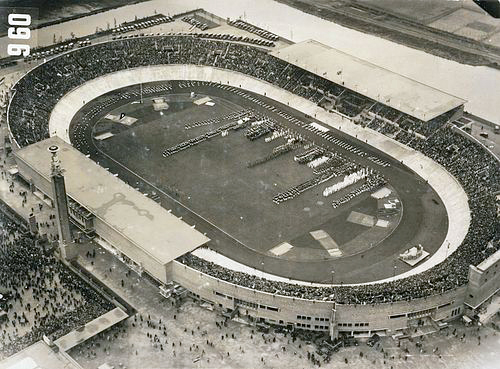
Le stade olympique en 1928.

Après les jeux il a accueilli de nombreuses épreuves sportives, y compris le départ du Tour de France cycliste 1954. À partir de 1995 le stade olympique abrita l'équipe de football américain des Amsterdam Admirals. Le World Bowl s'y déroula la même année, et à cette occasion les Allemands de Frankfurt Galaxy prirent le meilleur sur les Admirals sous les yeux de 23 000 spectateurs.
Le football demeura malgré tout l'activité principale et le stade olympique abrita deux clubs, FC Blauw-Wit Amsterdam et le BVC Amsterdam (ensuite FC Amsterdam).
Jusqu'à la construction de sa nouvelle enceinte, l'Amsterdam Arena (aujourd’hui la Johan Cruyff Arena), en 1996, l'Ajax Amsterdam joua ses matchs les plus importants au stade olympique, en raison de la faible capacité du Stadion De Meer, qui en outre ne disposa pas immédiatement d'un système d'éclairage permettant l'organisation de matches en nocturne.
Après le départ de l'Ajax, le vélodrome et le second étage de tribune furent démolis et le stade retrouva sa configuration d'origine. Il fut restauré et a ouvert à nouveau ses portes en mai 2000.

## Événements
- Jeux d'Amsterdam
- Grand Départ Tour de France 1954
- Finale de la Coupe des clubs champions européens 1961-1962
- Championnats d'Europe d'athlétisme 2016
- Championnats du Monde Toutes Épreuves de Patinage de Vitesse 2018